# Craterocephalus laisapi
Craterocephalus laisapi is een straalvinnige vissensoort uit de familie van de koornaarvissen (Atherinidae). De wetenschappelijke naam van de soort is voor het eerst geldig gepubliceerd in 2005 door Larson, Ivantsoff & Crowley.